# Damià Pallarès
Damià Pallarès (Reus, segles XVI - XVII) va ser un mestre d'obres català.
És el primer mestre d'obres documenta a Reus, ja l'any 1594, quan va començar la construcció de la primitiva ermita de la Mare de Déu de Misericòrdia, que va acabar el 1601. Se sap també que el 1605 va començar la construcció del convent dels carmelites descalços, després hospital de san Joan, també a Reus. Va dirigir la construcció del cor de l'Església Prioral de sant Pere, quan Domènec Sarobé, que va bastir els tres últims pisos del campanar, va marxar a Barcelona. El 1616 va construir una nevera o pou de glaç, un lloc on guardar la neu que portaven a Reus des de les Muntanyes de Prades, de grans dimensions, suficient per abastir la població, i se n'encarregà de la seva gestió en exclusiva fins al 1627.